# Laophontisochra maryamae
Laophontisochra maryamae is een eenoogkreeftjessoort uit de familie van de Nannopodidae. De wetenschappelijke naam van de soort is voor het eerst geldig gepubliceerd in 2002 door George.